# 迪里克·鲍茨
迪里克·鲍茨（Dieric Bouts，其名字又拼作Dirk, Dierick, Dirck 或 Thierry，约1410/1420年-1475年）是早期尼德兰油画家。

## 生平
根据1604年卡莱尔·范·曼德尔（Karel van Mander）的著作Het Schilderboeck，鲍茨生于哈勒姆，后活跃于鲁汶，并自1468年起成为鲁汶市的油画家。范·曼德尔错误地写了两位画家即"Dieric van Haarlem"和"Dieric van Leuven"的传记，尽管这两篇传记所指的其实是同一位画家。由于姓相似，故鲍茨也被与Hubrecht Stuerbout混淆，后者是鲁汶的一位著名雕刻家。鲍茨的早年生活并不为人所知，但他受扬·范·艾克和罗希尔·范·德韦登的影响非常大，有可能曾师从于此二人。他的名字最早是在鲁汶于1457年见诸文字，他在鲁汶一直工作到1475年去世。